# Giovanni Pettinelli
Giovanni Pettinelli (Venezia, 13 marzo 1996) è un rugbista a 15 italiano che gioca come terza linea ala con la franchigia del Benetton nel Pro14.

## Biografia
Pettinelli si formò rugbisticamente nel Veneziamestre e fece tutta la trafila della nazionali giovanili, diventando capitano dell'Under-18. Nel 2014 entrò quindi a far parte per due stagioni dell'Accademia federale "Ivan Francescato" di Parma.
Dopo avere disputato il Campionato mondiale giovanile 2016 con l'Italia under 20, Pettinelli si trasferì al Calvisano vincendo l'Eccellenza 2016-17. Nel corso della stessa stagione ebbe pure l'opportunità di giocare nel Pro12 con la franchigia delle Zebre in qualità di permit player, scendendo in campo nella partita contro gli Ospreys del settembre 2016. Nel 2018 firmò un nuovo contratto passando all'altra franchigia italiana del Benetton.

## Palmarès
- Campionati italiani: 1
Calvisano: 2016-17